# Mathematikunterricht

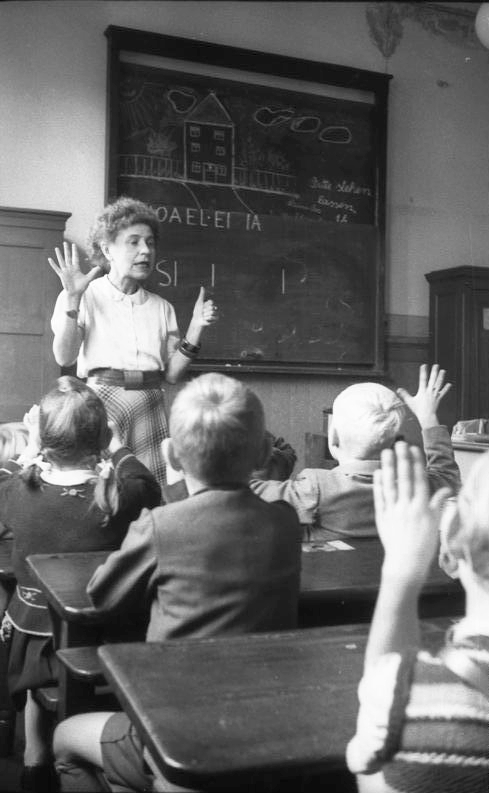
Rechenunterricht in einer ersten Klasse (Berlin, 1949)

Mathematikunterricht bezeichnet die institutionalisierte Vermittlung fachspezifischen Wissens sowie von Fertigkeiten und Fähigkeiten im Bereich Mathematik an Schüler durch eine meist spezifisch ausgebildete Lehrkraft sowohl in der Schule in Form eines Schulfachs, der Hochschule als auch in der Erwachsenenbildung. Der Unterricht basiert in der Regel auf einer Unterrichtsplanung, greift dabei auf Kenntnisse der Mathematikdidaktik als Fachdidaktik zurück, setzt diese praktisch mit Hilfe von Lehr- und Lernmethoden um und hat weiterhin curriculare Vorgaben zu berücksichtigen. Mathematik ist in Deutschland bis zum Abitur an allen allgemeinbildenden Schulen in allen Jahrgangsstufen verbindliches Unterrichtsfach und gilt aufgrund seines Anteils an der Stundentafel als Hauptfach.

## Bildungswert und Legitimation eines Mathematikunterrichts
Die Fragen nach dem Bildungswert und der Legitimation eines Mathematikunterrichts beantwortet Hans Werner Heymann, indem er auf bildungstheoretischer Grundlage folgende sieben Aufgaben des Mathematikunterrichts aus der Beziehung zwischen der Mathematik und der Allgemeinbildung ableitet.
- Lebensvorbereitung
- Stiftung kultureller Kohärenz
- Weltorientierung
- Anleitung zum kritischen Vernunftgebrauch
- Entfaltung von Verantwortungsbereitschaft
- Einübung in Verständigung und Kooperation
- Stärkung des Schüler-Ichs

Heymann hebt dazu insbesondere auf den Werkzeugcharakter des Fachs ab, der dazu beitrage, sich im Alltag zurechtzufinden und sich zu orientieren. Er sieht Mathematik auch als Kommunikationsmedium an. So sei beispielsweise der Umgang mit Symbolen und graphischen Darstellungen sowie der Fähigkeit zum Abschätzen und Einordnen von Größen, die als materielle Qualifikation für das künftige Leben gesehen werden können, besonders im Mathematikunterricht zu erfahren. Mittels Umsetzung von Realmodellen in mathematische Modelle gelte es, Einsichten in Zusammenhänge zu erlangen und Anwendungssituationen kritisch, wissenschaftlich zu reflektieren, anstatt nur hinzunehmen. So werde die Denkfähigkeit in besonderem Maße geschult und das Selbstwertgefühl gefördert. Den Umgang mit elementaren, geometrischen Formen und Zahlen sowie die Beherrschung elementarer Operationen mit Zahlen stellt Heymann neben die Beherrschung der Muttersprache als Form kultureller Tradierung mit generationsübergreifendem und reformresistenten Charakter. Außerdem weist Heymann auf die geschichtlich orientierte Internationalität und Universalität hin, die im Mathematikunterricht als Mathematikgeschichte durch Präsentation beispielsweise von früher entwickelten Lehrsätzen einfließe und daher kulturstiftend sei. Weiterhin ist Mathematik Bestandteil vieler Ausbildungs- und Studiengänge und hier Prüfungsgegenstand sowie auch Eignungstests und besitzt daher einen Qualifizierungsbeitrag für die berufliche Reife.
Heymann räumt zwar ein, dass nicht alle Aufgaben für den Mathematikunterricht das gleiche Gewicht hätten und dass andere Fächer wie beispielsweise Religion und Deutsch manche Aufgaben direkter angingen, aber in einem „sich vernetzten Komplex menschlichen Wissens und Könnens […] der spezifische Beitrag des Mathematikunterrichts durch kein anderes Fach kompensiert werden kann.“
Wesentliche Positionen von Heymann, Mathematik als allgemeinbildendes Unterrichtsfach zu begründen, finden sich auch in den neueren Schriften von Hans-Joachim Vollrath und Jürgen Roth, in den bereits 1963 geäußerten Ausführungen von Alexander Israel Wittenberg sowie in der UNESCO-Resolution 29 C/DR 126 von 1997.
Eine andere Position vertritt Lothar Profke. Unter der Fragestellung: „Brauchen wir einen Mathematikunterricht“ plädiert er für eine Verzichtbarkeit als Beitrag zur Allgemeinbildung. Er schlägt vor, dass, wenn schon Mathematikunterricht sein muss, dieser ab einer bestimmten Jahrgangsstufe als Wahlfach für interessierte Schüler mit gut ausgebildeten Lehrern angeboten werden sollte. Er begründet dies damit, dass Schule nicht für bestimmte Berufe vorbereiten müsse und die Basisqualitäten wie räumliches Vorstellungsvermögen auch in anderen Fächern wie Kunst mitvermittelt werden könnten. Im Vergleich zu Heymann bemerkt Profke, dass zuerst eine Qualifikation in den Anwendungsfächern wie Wirtschaft, Medizin oder Recht erworben werden müsse, bevor die Inhalte mathematisiert werden könnten. Überhaupt ließe sich eine Legitimation von Mathematikunterricht nicht einfach allein aus den Inhalten wie dem Satz des Pythagoras oder quadratischen Gleichungen ableiten. Entscheidend sei vielmehr die Unterrichtskultur, in der Lehrer und Schüler miteinander umgingen.

## Modellschema für den Mathematikunterricht

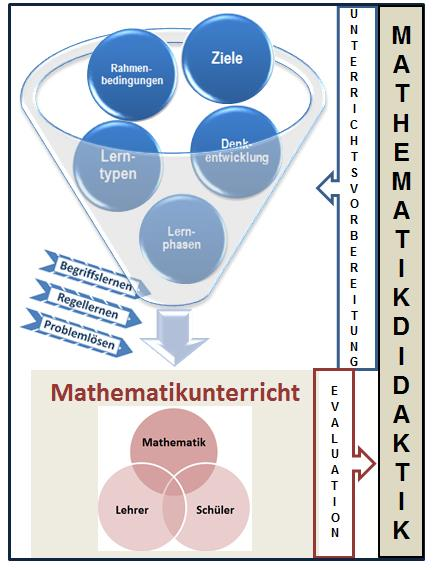
Modellschema für den Mathematikunterricht nach Zech

Friedrich Zech präsentiert ein Modellschema für den Mathematikunterricht auf lehr-lerntheoretischer Grundlage. Unterricht ist eingebettet in seine Vor- und Nachbereitung. Als Rahmenbedingungen lehnt sich Zech an die anthropogenen und soziokulturellen Bedingungsfaktoren des Berliner Modells an. Bezüglich der Lernziele unterscheidet er zwischen fachübergreifenden und allgemeinen Zielen des Fachs, wobei Zech als Ziel eine aktive Auseinandersetzung mit Problemen versteht, bei der die Lösungsfindung eine zentrale Rolle spielt. Wesentliche Zielvorstellungen bei Zech finden sich diesbezüglich auch in den Operatoren für das Fach Mathematik wieder, die als konkrete Anweisungen für unterrichtliches Handeln gedacht sind.
Ein besonderes Augenmerk legt Zech auf die Entwicklung mathematischen Denkens nach dem operativen Prinzip sowie den Lernphasen, speziell der Phase der Motivation und des Transfers mathematischen Lernens. Weiterhin generiert Zech eine neue Einteilung von Lerntypen mathematischen Lernens, die sich weniger am Lernstil oder an der Lernstrategie des Lernenden anlehnt, sondern von der fachlich-didaktischen Position ausgeht. Besondere Beachtung finden hier die Lerntypen Begriffslernen, Regellernen und Problemlösen.
Unabhängig von den curricularen Vorgaben präsentiert Zech außerdem eine Checkliste zur Auswahl mathematischer Unterrichtsinhalte, die sich unter anderem an den Ausführungen von Heinrich Winter orientiert, der fordert, dass Mathematikunterricht folgende drei Grunderfahrungen ermöglichen soll:
- Erscheinungen der Welt um uns, die uns alle angehen oder angehen sollten, aus Natur, Gesellschaft und Kultur, in einer spezifischen Art wahrnehmen und verstehen.
- Mathematische Gegenstände und Sachverhalte, repräsentiert in Sprache, Symbolen, Bildern und Formeln, als geistige Schöpfungen, als eine deduktiv geordnete Welt eigener Art kennenlernen und begreifen.
- In der Auseinandersetzung mit Aufgaben Problemlösefähigkeiten erwerben, die über die Mathematik hinausgehen (heuristische Fähigkeiten).

Von den Kriterien Unterrichts- und Klassenführung, Schülerorientierung und kognitive Aktivierung gilt letztere als Prädiktor für den Lernerfolg, wobei die Schülerorientierung motivationssteigernd wirkt und das erste Kriterium schlicht die Voraussetzungen für das mathematische Lernen insgesamt schafft. Demgegenüber betont Wittenberg die inhaltliche Komponente „Mathematikunterricht soll dem gerecht werden, was Mathematik wirklich ist.“
Zu diesen grundsätzlichen Betrachtungen rund um den Mathematikunterricht kommt mit der TIMSS-Studie der Aspekt der Effektivität und damit der Qualitätssicherung eines Mathematikunterrichts hinzu. Hier spielt die Diskussion um die Gewinnung von signifikanten Qualitätsmerkmalen sowie die konkrete Umsetzung mathematisch-didaktischer Erkenntnisse hinein.
Als maßgebliches Werkzeug im Mathematikunterricht können Aufgaben, verstanden als Aufforderung zum Lern-Handeln, gesehen werden, deren Qualität sich an den Kriterien Authentizität, Bedeutsamkeit, Relevanz, Offenheit und Aufforderungscharakter orientieren könnte.

## Konsequenzen aus den Bildungsstandards Mathematik
Die für das Fach Mathematik 2003 von der Kultusministerkonferenz bundesweit festgelegten Bildungsstandards Mathematik zielen darauf ab, Unterrichtsprozesse im Hinblick auf eine Qualitätssicherung der Bildung transparent zu machen und zu optimieren, sowie mehr Nachhaltigkeit beim Wissenserwerb zu erreichen. Diesbezüglich wurden zum einen prozessbezogene Kompetenzen in Form von sechs allgemeinen mathematischen Kompetenzen generiert, die sich in je drei Anforderungsbereiche differenzieren lassen und zum anderen fachbezogene Kompetenzen als so genannte fünf Leitideen für den Mathematikunterricht entworfen.
Statt der traditionellen Lernzielerreichung wird damit Kompetenzerreichung zum Maßstab für erfolgreiches Unterrichten, dem so genannten kompetenzorientiertem Unterrichten. Neben den zwei genannten Kompetenzbereichen sollten weiterhin personelle und soziale Kompetenzen im Unterrichtsgeschehen berücksichtigt werden.
Als Konsequenz auf die Festlegung der Bildungsstandards gilt es, Unterrichtsmaterialien, insbesondere Aufgaben, diesen Vorgaben entsprechend zu konstruieren. Bei der Unterrichtsplanung steht die Lehrkraft bei der Auswahl und Anordnung des konkreten Unterrichtsinhaltes vor Fragen wie: „Wie sollen Aufgaben und Unterrichtsgeschehen für nachhaltigen Kompetenzerwerb aussehen?“, „Wie kann man den Aufbau von Selbststeuerungskompetenz beim Mathematiklernen unterstützen?“ oder auch „Wie erfährt man in Klassenarbeiten etwas über die Kompetenzen von Schülerinnen und Schülern?“ Dies ist unter anderem daher problematisch, weil die Bildungsstandards nur beschreiben, was die Lernenden am Ende von bestimmten Makrosequenzen können sollen, jedoch keine Hinweise geben, wie konkret gelernt werden soll. Darüber hinaus werden bestimmte Bereiche wie die mathematische Begriffsbildung gar nicht mit erfasst. Auch die künstliche Trennung der Kompetenzen, die es im Lernprozess nicht gibt, erschweren die Arbeit des Mathematiklehrers.

## Gesellschaftliche Wertung
Die eigentliche Begegnung mit der Mathematik findet im Rahmen des Mathematikunterrichts statt. Dort gemachte schulische Erfahrungen bestimmen für die meisten Menschen maßgeblich ihr Mathematikbild.
Es stellt sich die Frage, auf welche Art und Weise und inwieweit der Mathematikunterricht Mathematik abbildet. Aufgrund der Lehrbuchfixierung und der Tendenz zum fragend-entwickelnden Unterrichtsstil wird Mathematik als ein System von fertigem, abgeschlossenem, historisch begründetem Wissen präsentiert, das den Anschein hat, objektiv, unbestechlich und streng zu sein.
Vergleichsweise stellt der Mathematikunterricht an die Lernenden hohe Anforderungen. Diskussionen um die Rolle des Mathematikunterrichts weisen aufgrund der persönlichen Betroffenheit der meisten Menschen häufig einen emotionalen Charakter auf.
Bereits Lietzmann weist auf die polarisierende Wirkung des Fachs hin und bezieht sich auf Umfrageergebnisse von 1923 und 1956.
Auch bei aktuellen Umfragen rangiert Mathematik vorne, was das beliebteste und das unbeliebteste Fach angeht. Insgesamt ist Mathematik als Unterrichtsfach bei Jungen beliebter als bei Mädchen. Als positiv wird dem Fach seine Logik und Objektivierbarkeit, seine Eindeutigkeit bezüglich richtiger und falscher Lösungsergebnisse sowie die internationale Gültigkeit mathematischer Aussagen zugeordnet, was zu einer von Schülern als fair empfundenen Leistungsbewertung führe.
In Mathe-Sprüchen (auf Postkarten) wird die entgegengesetzte Einstellung zum Mathematikunterricht deutlich wie beispielsweise: „Mathe ist ein Arschloch“, „Liebes Mathe-Buch, werde doch bitte endlich erwachsen und löse deine Probleme ab jetzt allein“ oder „Besser eine fünf in Mathe, als gar keine persönliche Note“. Als Gründe für diese ablehnende Haltung werden der starke Schwerpunkt bis hin zur oft einschlägigen Reduktion der Mathematik auf das Rechnen als reinen Selbstzweck, das stupide Auswendiglernen von Formeln, Definitionen und Verfahren und das monotone Anwenden von repetitiven Rechenschemen sowie der aus Sicht vieler Schüler mangelnde Praxisbezug angeführt. Die Rahmenlehrpläne seien so strukturiert, dass für lebensnahe Anwendungsbeispiele, interessante Geschichten, selbstständiges Erarbeiten von Lösungsansätzen, das Begreifen von mathematischen Sachverhalten auf einer Metaebene, spannende Knobelaufgaben und mathematische Rätsel keine Zeit bliebe. Ist die Elterngeneration schon wenig erfolgreich im Rechnen, kann diese „Mathephobie“ die kindlichen Einstellungsmuster maßgeblich beeinflussen.
Daher plädiert Günter Ziegler für einen Imagewandel des Fachs. Der luxemburgische Physiker und Wissenschaftsjournalist Ranga Yogeshwar kritisiert, dass der Mathematikunterricht zu realitätsfern sei und nur den wenigsten Schülern in ihrem zukünftigen Leben weiterhelfe. Seiner Meinung nach werde Mathematik in der Schule „für Prüfungszwecke missbraucht“. „Wir entlassen Menschen ins Leben, die nach der letzten Prüfung nie wieder auch nur irgendetwas über Mathematik wissen wollen. Viele haben sogar ein regelrechtes Trauma“, bemängelt er. Er fordert, die Schüler im Unterricht „für die Schönheit der Mathematik [zu] begeistern“. Der deutsche Autor Richard David Precht schlägt für das Schulfach Mathematik, nachdem bis etwa zur 6. Klasse bei allen Schülern ein gewisses Maß an Grundkenntnissen aufgebaut ist, statt des traditionellen Unterrichts den Einsatz individualisierter Computerprogramme vor, damit die Schüler anhand von Aufgaben lernen können, die speziell auf ihre Fähigkeiten, Lerngeschwindigkeit und präferierten Lernmethoden zugeschnitten sind. Er argumentiert, die Kluft zwischen den stärksten und schwächsten Schülern einer Klasse sei in Mathematik meist so groß, dass bei Frontalunterricht weder die Begabten noch die Schwachen angemessen gefördert werden könnten.

## Einflussfaktor: Mathematiklehrkraft
Unter der Überschrift „Was machen Mathelehrer eigentlich falsch“ des Magazins der Süddeutschen Zeitung wird darauf hingewiesen, dass gerade im Mathematikunterricht Schüler unter fehlender pädagogischer Wertschätzung ihrer Lehrer leiden würden. Weiterhin würde eine fehlende Binnendifferenzierung bei Schülern, deren Lerntempo langsamer sei und die mehr Übungszeit bräuchten, den Lernerfolg praktisch verhindern, was sich wegen der schlechten Noten auch negativ auf die berufliche Perspektive auswirke.
Es lässt sich in Vergleichsstudien ein Zusammenhang zwischen der Qualität beziehungsweise dem Vorhandensein der fachpädagogischen Ausbildung, der eigenen fachlichen Kompetenz mit der didaktischen Kompetenz als Mathematiklehrkraft herstellen. Diesbezüglich weist Profke auf die teilweise sehr suboptimale Ausbildung von Mathematiklehrern hin, betont aber auch, dass es seitens einzelner Kollegen durchaus Bemühungen gebe, den Unterricht ansprechend zu gestalten.
Auf diese Komponente hat bereits Erich Wittmann aufmerksam gemacht: „Von einem Mathematiklehrer, der sich wirklich berufen fühlt, sollte nämlich die private Beschäftigung mit fachlichen Fragen als eine persönliche Bereicherung empfunden werden und zu einer sinnvollen Freizeitbeschäftigung gehören.“

## Einflussfaktor: Schüler
Laut einer Langzeitstudie der Universität München, welche die Entwicklung von 3500 bayerischen Schülern über sechs Jahre verfolgt hat, verbesserten sich Schüler „dann besonders stark in Mathe,
- wenn sie daran glaubten, dass Anstrengung sich auszahlt,
- wenn sie Spaß an dem Fach hatten (intrinsische Motivation) und
- wenn sie geschickte Lernstrategien benutzten.“[44]